# Regina (artist)
Irena Jalšovec, född 4 juli 1965 i Murska Sobota, är en slovensk sångerska känd under artistnamnet Regina.
1990 deltog Regina i den slovenska uttagningen till Jugovizija, den jugoslaviska uttagningen till Eurovisionen, men blev inte kvalificerad. Hon deltog i Sloveniens första uttagning till Eurovision Song Contest 1993. Hon framförde bidraget Naj ljubezen združi vse ljudi och kom på fjärdeplats. Hon återkom till tävlingen 1996 och vann med bidraget Dan najlepših sanj. I Eurovision Song Contest kom hon på 21:a plats med 16 poäng. Hon har deltagit ytterligare fem gånger i den slovenska uttagningen: 1998 med Glas gora (tredjeplats), 2001 med Zaljubljena v maj (tiondeplats), 2002 med Ljubezen daje moč (utslagen), 2004 med Plave očij (tolfeplats) och 2005 med Proti vetru (niondeplats).
Hon har även vunnit den slovenska musikfestivalen Slovenska popevki år 2000 med låten Moje ime.
Vid sidan om sången är Regina även verksam som direktör inom ljudproduktion.

## Diskografi
- Regina (1988)
- Novo leto
- Ave Maria
- Liza ljubi jazz (1994)
- Religija ljubezni (1995)
- Dan najlepših sanj - Eurosong '96 - Slovenian entry (1996)
- Dan najlepših sanj (1996)
- Moje ime (2000)
- Čaša ljubezni (2003)
- Tebe pa ni (2012)
- Ljubezen beži (2015)

Ljubezen beži; Pokliči ljubezen; Ritem ulice